# Конде-сюр-Вир (кантон)
Конде-сюр-Вир (фр. Condé-sur-Vire) — кантон во Франции, находится в регионе Нормандия, департамент Манш. Входит в состав округа Сен-Ло.

## История
Кантон образован в результате реформы 2015 года . В него были включены упраздненные кантоны Тесси-сюр-Вир и Ториньи-сюр-Вир.
С 1 января 2016 года состав кантона изменился: коммуна Ле-Мениль-Рауль вошла в состав коммуны Конде-сюр-Вир, коммуны Ле-Мениль-Опак, Муайон и Шеври образовали новую коммуну Муайон-Виллаж, коммуны Тесси-сюр-Вир и Февраш — новую коммуну Тесси-Бокаж, коммуны Бректувиль, Гильберль, Жьевиль и Ториньи-сюр-Вир — новую коммуну Ториньи-ле-Виль, коммуны Видувиль, Прекорбен, Руксвиль, Сен-Жан-де-Безан вместе с коммуной Нотр-Дам-д'Эль кантона Пон-Эбер — новую коммуну Сен-Жан-д’Эль.
С 1 января 2017 года состав кантона снова изменился: коммуна Труаго вошла в состав коммуны Конде-сюр-Вир, коммуны Пласи-Монтегю и Сент-Аман образовали новую коммуну Сент-Аман-Виллаж.
1 января 2018 года коммуна Пон-Фарси департамента Кальвадос вошла в состав коммуны Тесси-Бокаж.

## Состав кантона с 1 января 2018 года
В состав кантона входят коммуны (население по данным Национального института статистики за 2018 г.):
- Бёвриньи (138 чел.)
- Бокудре (131 чел.)
- Бьевиль (189 чел.)
- Гуве (273 чел.)
- Домжан (1 013 чел.)
- Конде-сюр-Вир (4 033 чел.)
- Ламбервиль (172 чел.)
- Монтрабо (88 чел.)
- Муайон-Виллаж (1 453 чел.)
- Ле-Перрон (203 чел.)
- Сен-Вигор-де-Мон (282 чел.)
- Сен-Жан-д’Эль (2 479 чел.)
- Сен-Луэ-сюр-Вир (206 чел.)
- Сент-Аман-Виллаж (2 502 чел.)
- Тесси-Бокаж (2 317 чел.)
- Ториньи-ле-Виль (4 379 чел.)
- Фурно (138 чел.)

## Политика
На президентских выборах 2022 г. жители кантона отдали в 1-м туре Эмманюэлю Макрону 32,3 % голосов против 29,1 % у Марин Ле Пен и 14,4 % у Жана-Люка Меланшона; во 2-м туре в кантоне победил Макрон, получивший 55,7 % голосов. (2017 год. 1 тур: Марин Ле Пен – 24,5 %, Эмманюэль Макрон – 22,9 %, Франсуа Фийон – 21,8 %, Жан-Люк Меланшон – 15,1 %; 2 тур: Макрон – 62,8 %. 2012 год. 1 тур: Николя Саркози — 29,9 %, Франсуа Олланд — 23,7 %, Марин Ле Пен — 19,5 %; 2 тур: Саркози — 54,1 %).
С 2015 года кантон в Совете департамента Манш представляют мэр коммуны Бокудре Мишель де Бокудре (Michel de Beaucoudrey) и мэр коммуны Сен-Жан-д’Эль Мари-Пьер Фовель (Marie-Pierre Fauvel) (оба — Разные правые).
|                | Кандидаты                          | Партия                   | Первый тур | Первый тур     | Второй тур | Второй тур |
| Кол-во голосов | Кандидаты                          | Партия                   | % голосов  | Кол-во голосов | % голосов  |            |
| -------------- | ---------------------------------- | ------------------------ | ---------- | -------------- | ---------- | ---------- |
|                | Мишель де Бокудре Мари-Пьер Фовель | Разные правые            | 1 652      | 36,51          | 2 366      | 52,48      |
|                | Микаель Гранден Анник Ленесле      | Разные центристы         | 1 488      | 32,88          | 2 142      | 47,52      |
|                | Мелани Лебутейер Сирил Паньель     | Разные левые             | 787        | 17,39          |            |            |
|                | Рашель Базен Дави Лезонье          | Национальное объединение | 598        | 13,22          |            |            |

|                | Кандидаты                          | Партия             | Первый тур | Первый тур     | Второй тур | Второй тур |
| Кол-во голосов | Кандидаты                          | Партия             | % голосов  | Кол-во голосов | % голосов  |            |
| -------------- | ---------------------------------- | ------------------ | ---------- | -------------- | ---------- | ---------- |
|                | Мишель де Бокудре Мари-Пьер Фовель | Разные правые      | 2 833      | 28,48          | 3 241      | 40,59      |
|                | Патрисия Овре-Левийен Лоран Пьен   | Разные правые      | 2 274      | 32,58          | 2 268      | 31,19      |
|                | Синди Кретёр Патрик Лебуржуа       | Национальный фронт | 1 872      | 26,82          | 1 763      | 24,24      |